# Фокер C.XI
Фокер C.XI-W је извиђачки, двоседи хидроавион направљен у Холандији. Авион је први пут полетео 1935. године.

## Пројектовање и развој
Холандска морнарица је половином 30-тих година двадесетог века имала потребу да замени дотрајале хидроавионе извиђаче. На основу њиховог захтева, да авион служи за извиђање приобаља полечући из база, као да га је могуће лансирати из бродског катапулта на мору Фокер је пројектовао нови извиђачки хидроавионом са два седишта Фокер C.XI-W. Авион је био двокрилац са дрвеном конструкцијом крила обложеног шперплочом и платненом крилима, конструкција трупа је од заварених челичних цеви обложена платном, а као наоружање могао је да носи по један фиксни митраљез напред и један за одбрану задње полусфере и да понесе малу количину бомби. Авион је први пут полетео 20. јула 1935.

## Технички опис
Труп му је округлог попречног пресека. Носећа конструкција трупа је направљена од заварених челичних цеви високе чврстоће. Дијагонале за учвршћење рамова су од челичних цеви у пределу од мотора до иза другог кокпита, у наставку према репу дијагонале су жичане. Прамац трупа у пределу мотора до кабине пилота је обложен алуминијумским лимом. Шперплочом је обложена горња страна трупа све до репа авиона. Изван лимене облоге, цео труп је обложен импрегнираним платном, укључујући и делове трупа обложене шперплочом. У трупу су била два отворена кокпита за пилота и осматрача који су касније наткривана провидним поклопцем.  Прегледност из пилотске кабине је била добра. Фиксни митраљез је био у хаптичком пољу пилота, тако да је могао интервенисати кад дође до његовог застоја у раду. У другом кокпиту у коме се налази осматрач налази се на обртном постољу један митраљез за заштиту задње полусфере авиона. Резервоар за гориво се налази између моторског простора и пилотске кабине а резервоар за уље се налази у моторском простору одмах иза самог мотора.
Погонска група овог авиона чине мотор и дрвена двокрака елиса фиксног корака. Избор мотора који су се уграђивали у овај авион је следећи: у први авион из серије је уграђен 9-то цилиндрични радијални ваздухом хлађени мотор Bristol Pegasus III снаге 562 kW а у других 14 авиона из исте серије су уграђени 9-то цилиндрични радијални ваздухом хлађени мотори Wright R-1820-F25 снаге 578 kW. Мотори су обложени лименом капотажом (NACA прстен) која обезбеђује боље хлађење радијалних мотора, нагонећи ваздушну струју да обструјава цилиндре мотора и тако их боље хлади.
Авион Фокер C.XI-W је двокрилац. Горње крило му је једноделно правоугаоног облика, са полукружним завршетком и средње дебљине. Конструкција крила је дрвена са две рамењаче. Предња рамењача са нападном ивицом крила чини торзиону кутију. Крила су пресвучена делом дрвеном лепенком делом импрегнираним платном. Крила су једнаке дебљине целом својом дужином. Горње крило је балдахином повезано са трупом авиона. Предња рамењача се са четири подупирача ослања на труп (по два са сваке стране трупа) а задња рамењача се са два подупирача ослања на труп (по један са сваке стране). На крајевима, крила су међусобно повезана упорницама у облику латиничног слава N. Подупирачи и упорнице су направљени од челичних цеви. Крила су између себе  повезана затезачима од челичних жица које у лету стварају велики аеродинамички отпор. Елерони се налазе само на горњем крилу и заузимају више од 1/3 размаха крила. Конструкција је цевасти челични оквир и челичне цеви као ребра, облога је од платна. Управљање елеронима је помоћу сајли за управљање. Доње крило је исте конструкције као и горње, али има мањи размах и ширину (сескуиплан). Доња крила су конзолно везана за труп авиона. Горње крило је померено ка кљуну авиона у односу на доње.
Сва три стабилизатора (вертикални и два хоризонтална) су троугластог облика направљени од челичних цеви, обложени платном и причвршћени за горњу страницу трупа. Кормило правца са великом компезационом површином је направљено од челичних цеви и обложено платном. Кормила дубине су направљена од метала и такође обложена платном. Троугласти реп (хоризонтални стабилизатори) су ослоњени цевастим челичним подупирачима са сваке стране на доњу страницу трупа. Са горње стране су жичаним затегама причвршћени за вертикални стабилизатор и тиме додатно учвршћени.
Овај авион је уместо класичног фиксног стајног трапа са точковима имао два пловка са каскадом ради лакшег одвајања од водене површине при узлетању.
Наоружање овог авиона се састојало од стрељачког наоружања два митраљеза један фиксни FN Browning калибра 7,9 mm којим рукује пилот авиона а други такође FN Browning калибра 7,9 mm се налази код радио оператера који је уједно и задњи стрелац. Авион у трупу може да понесе и неколико мањих бомби.

## Верзије
Само је први авион био опремљен мотором Bristol Pegasus III, док је осталих 14 било опремљено Wright R-1820-F25 моторима.

## Оперативно коришћење
Укупно је произведено 15 авиона Фокер C.XI-W и испоручено у периоду од 20. јула 1935. до 2. јуна 1937. Финално тестирање ових авиона за катапултирање обављено је 12. фебруара 1938. у Немачкој у фирми Хајнкел из Варнеминдеа која је требало да прода катапулте Холандији али због наступајућег рата до тога није дошло. Два авиона су стационирани на крстарицама Тромп и Де Рујтер а већина авиона типа Фокер C.XI-W је служила у Холандској Источној Индији (Индонезија), а не на бродовима како је првобитно било планирано. Само један извиђач је био базиран на крстарици Де Рујтер јер је само она била опремљена катапултом. Други авион се затекао у мају 1940. године у Холандији и након почетка рата евакуисан је у Енглеску, одакле је отпремљен на Јаву. Током одбране Источне Индије од јапанске инвазије, Фокер C.XI-W су интензивно коришћени као извиђачки авиони кратког долета. Нажалост све су их уништили Јапанци. Производња Фокер C.XI-W је окончана 1938. године.

## Земље које су користиле авион
- Холандија